# عبد الجليل القرنشاوي
عبد الجليل القرنشاوي شيخ أصولىّ المالكية قاطبة بمصر، وهو أستاذ أصول الفقه بكلية الشريعة والقانون بالقاهرة.
ولد الشيخ «عبد الجليل سعد القرنشاوي» لفلاحٍ أمي بقريةٍ على أطراف مدينة كفر الدوار بشمال مصر في التاسع والعشرين من فبراير عام 1908 مثل كثيرٍ من أبناء الفقراء، كان الأزهر سبيله الأمثل للتعليم، قيمةً دينيةً ومجانيةً. تيتم صغيراً فانقلب بين عشيةٍ وضحاها رأس عائلته وهو أكبر إخوته، فأصر عمه الأكبر على إخراجه من التعليم إلى مهنةٍ يتكسبُ منها. حجة العم كانت أن ابن أخيه يكاد يكون كفيفاً، فقد كانت إحدى عيني الفتى معطلةً تماماً، فما كان، وفق رواية  يرويها عن السيخ الاستاذ «سامر القرنشاوي» الكاتب بجريدة الحياة، إلا أن استدعاه شيخ المعهد الأزهري بالإسكندرية، حيث كان طالباً، إلى مكتبه وأسند بيده جريدةً على الحائط المقابل للباب وطلب من تلميذه المكلوم لحظةَ دخوله أن يقرأ، لم تكن تلك مسافة يستطيع منها القراءةَ عادةً، لكن العنوان تجلّى أمامه: «كفى يا سعد ما قد حصل.» بدعمٍ من أخواله، واصل تعليمه حتى نال قمة التعليم الأزهري آنذاك، شهادة «العالمية من درجة أستاذ» التي حصل عليها ممهورةً من القصر الملكي كما كان العرفُ آنذاك عام 1946 ميلادية وتسلم بعدها منصبه أستاذاً بكلية الشريعة والقانون بالأزهر، أستاذ لأصول الفقه بكلية الشريعة والقانون بالقاهرة.

## مؤلفاته
من أشهر مؤلفاته: الموجز في أصول الفقه، وطبع بالقاهرة سنة 1965م.

## تلامذته
من تلاميذه: أحمد النقيب، زكريا الصديقي الجزائري، الدكتور محمد أحمد شقرون الجزائري وعلي جمعة.

## وفاته
توفاه الله عام 2001 ، كان يقول عن شيخه: علامة الدنيا، قرأ عليه «شرح العضد على ابن الحاجب»، أشرف على العديد من الرسائل العلمية من بينها «المصطلح الأصولي، نشأته وتطوره، وضوابطه مع دراسة مسائل الأوامر والنواهي»، للباحث أنور شعيب عبد السلام.